# Museo Naval de Cartagena
El Museo Naval de Cartagena es un museo militar ubicado en el Paseo Alfonso XII, en el puerto de la ciudad y que presenta exposiciones relacionadas con la construcción naval. 
Es filial del Museo Naval de Madrid.

## Historia
El Museo Naval de Cartagena, fue inaugurado el 8 de julio de 1986. El antiguo edificio de estilo modernista fue construido a cargo de la dirección del arquitecto Lorenzo Ros en 1926. En principio este edificio fue dedicado a la Escuela de Aprendices de la Sociedad Española de Construcción Naval que, en 1947, cambió su nombre para llamarse Empresa Nacional Bazán. También, durante algunos años, se convirtió en el colegio Nuestra Señora del Rosario. Por último la Armada recuperó el edificio, y cambió las funciones del mismo para convertirlo en el museo naval, siendo inaugurado el 8 de julio de 1986. Hasta el 8 de enero de 2011, fecha de su jubilación, ostentaba el cargo de director el capitán de navío don Luis Delgado Bañón. El día 1 de febrero fue sustituido por el también capitán de navío Jorge Madrid.
Desde el año 2012, el museo, trasladado a una nueva sede ubicada en el puerto, en el antiguo Cuartel de Instrucción de Marinería (CIM), se encuentra en un edificio histórico de mediados del siglo XVIII obra del ingeniero militar Mateo Vodopich y situado frente a la Dársena de Botes, en plena fachada marítima de la ciudad. Desde su construcción, en 1786, este edificio ha pasado por diferentes usos, como Centro Penitenciario del Estado (1824), Presidio (1910) o, tras la Guerra Civil, como Cuartel de Instrucción de Marinería. Tras el convenio firmado por el Ministerio de Defensa, la Comunidad Autónoma de la Región de Murcia y la Universidad Politécnica de Cartagena (2005) se establece el uso compartido entre Universidad y Museo Naval. El espacio destinado al Museo se ubica en la mitad sur de la planta baja del edificio.

## Exposición

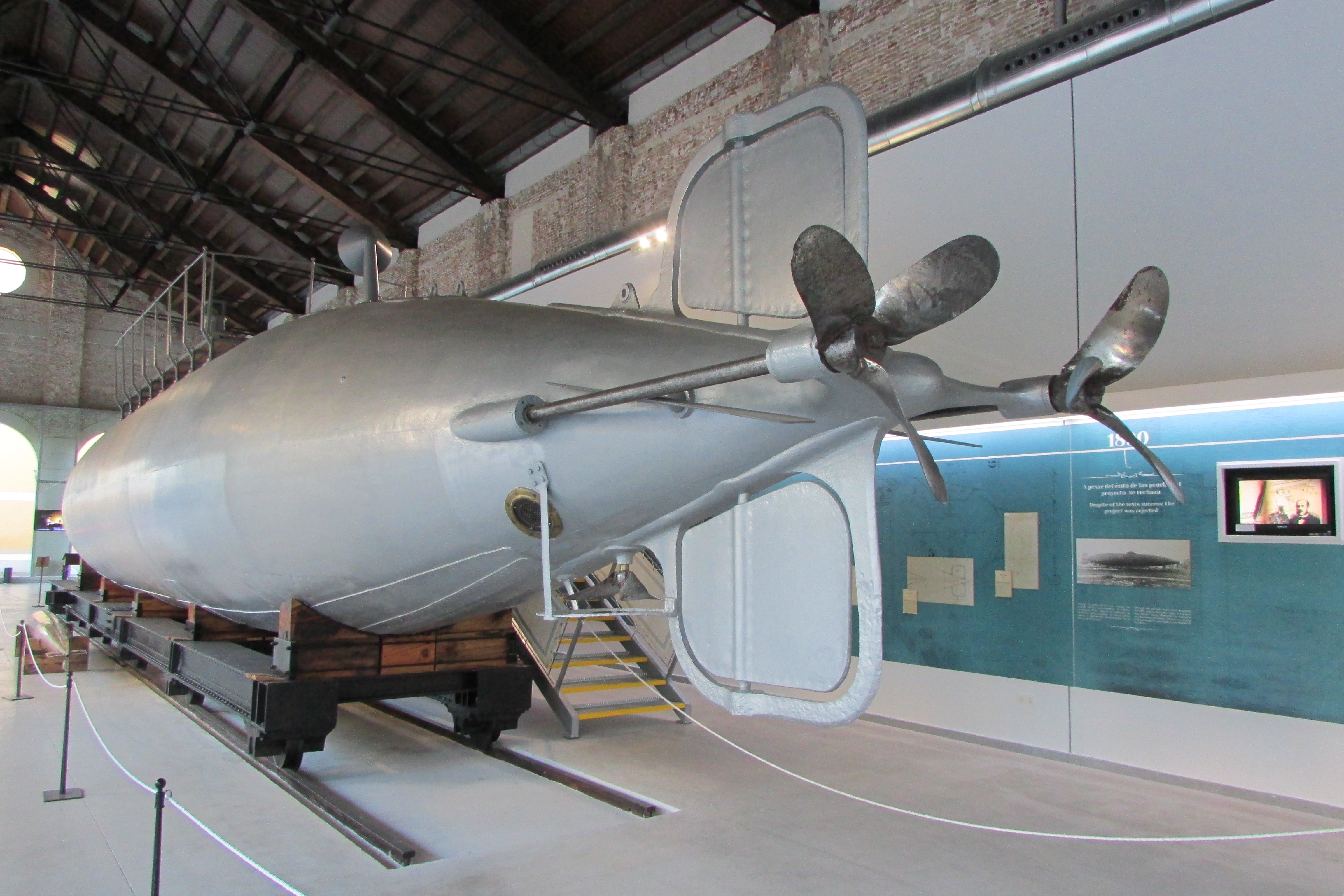
El submarino Peral en la Sala Isaac Peral.

La colección se extiende entre sus salas, el vestíbulo y los pasillos:
Vestíbulo:
Se puede destacar la maqueta del buque escuela Juan Sebastián de Elcano, y la imagen de la Virgen del Carmen, son dos emblemas de la Armada Española, además de objetos variados.
Pasillos:
Allí se puede observar en exposición la munición y las máscaras utilizadas en la primera mitad de siglo.
Sala Arsenal:
En esta sala se pueden observar: planos, herramientas de carpintería y herrería de ribera, talleres de jarcia y velas, elementos de maniobra y modelos de barcos de vela, restos de los navíos “Ntra. Sra. de Atocha” y “Santa Margarita”, documentos de principio de siglo.
Sala Infantería de Marina:
En esta sala se recogen cuadros que muestran las acciones y batallas en las que participó la infantería de marina a lo largo de su historia. También hay fotografías de la infantería de marina y una sección dedicada a sus bandas de música, armas y uniformes. 
Sala cartografía y navegación:
Se exponen copias de manuscritos de mapas, cartas y objetos tales como: un timón de un vapor de guerra del siglo XIX, telégrafos, sextantes, publicaciones de navegación, una colección de bitácoras, dos navíos y una urca.
La sala del buceo en la Armada:
Refleja la historia del buceo en la Armada teniendo así diversos objetos sobre este tema y su evolución.
Sala siglo XIX:
Muestra la agitación ocurrida en el siglo XIX en Cartagena, trata temas políticos, campañas militares a Cuba, y hasta restos del bombardeo sufrido en Cartagena en 1873.
Sala armamento:
Esta sala expone el armamento de la Armada, así se encontrarán: armas, municiones, artificios y pertrechos.
Sala banderas y uniformes:
Se exponen banderas que están ligadas a la antigua Zona Marítima del Mediterráneo, así como uniformes y modelos de navíos 
Sala de Sanidad Naval:
Se puede encontrar diversos objetos del antiguo hospital de monjas: un Sagrado Corazón, retratos de médicos, héroes de guerra, documentación antigua; reales cédulas, ordenanzas del Colegio de Cirugía, uniformes del siglo XVIII, maquetas.

### Sala Isaac Peral
Situada en el antiguo taller de fundición del Arsenal, edificio de mediados del siglo XIX, en la Sala Isaac Peral se exhibe el prototipo de torpedero submarino diseñado y construido por este insigne cartagenero. En este edificio, anexo al Edificio CIM, en cuyo frente sur se sitúa el Museo Naval de Cartagena, también se encuentra la sala dedicada a la Historia del Arma Submarina y la colección de modelismo naval Julio Castelo - Fundación Mapfre.
Esta sala, dedicada a Isaac Peral, como su nombre indica, incluye una sección, Legado Isaac Peral, en la que se exponen planos documentos y objetos personales que forman parte del Patrimonio Nacional, además de pinturas, maquetas del submarino y un retrato de Isaac Peral.
Este edificio acoge, así mismo, distintos elementos relacionados con la Historia del Arma Submarina Española.
Sala historia del arma submarina:
Se exponen objetos que muestran el desarrollo de la flota submarina española: torpedos, hélices, cuadros fotografías, vajillas, cuberterías, periscopios, timones.
Sala de submarinos:
En esta sala se exponen maquetas de casi todos los submarinos que participaron en la armada, objetos tales como: baterías, planos de submarinos, campanas de recuperación, de salvamento, torpedos y la Cámara de Oficiales del submarino Narciso Monturiol (S-35).

## Objetos emblemáticos
- Submarino Peral Submarino Peral. 1888.(Sala Isaac Peral)
- Retrato de Isaac Peral con uniforme de Teniente de Navío. 1889
- Modelo de navío del siglo XVIII
- Modelo de la Fragata Numancia. (Sala Construcción Naval).
- Modelo del Destructor Almirante Valdés. (Sala Construcción Naval)
- Aguja de bote. siglo XIX. (Sala Navegación).
- Equipo clásico de buceo con bomba de aire Siebe Gorman. (Sala Buceo)
- Equipo articulado de buzo, popularmente conocido como “Roberto”. 1955. (Sala Buceo)
- Metopa original del submarino creado por Isaac Peral.
- Copia de un Mapamundi catalán de 1450.
- Copia de la Carta de Cristóbal Colón de 1492.
- Bala del bombardeo sobre Cartagena en 1873.
- Torpedos de la II Guerra Mundial.
- Cámara de Oficiales del submarino S-35 Narciso Monturiol.
- Torpedo italiano de 1920 usado por los submarinos B.